# داود معرفي
داود سليمان معرفي (مواليد 13 مايو 1982) رجل أعمال وسياسي كويتي، وزير الدولة لشؤون مجلس الأمة وزير الدولة لشؤون الشباب وزير الدولة لشؤون الاتصالات منذ 17 يناير 2024 وكان سابقاً عضو مجلس الأمة خلال الفترة 20 يونيو 2023 حتى 15 فبراير 2024.  

## سيرته
وُلد داود معرفي في الكويت في 13 مايو 1982، وحصل على شهادة بكالوريوس في إدارة الأعمال وشهادة الماجستير في إدارة الأعمال. 
ترشح لانتخابات مجلس الأمة الكويتي 2022 في الدائرة الأولى، وحصل على المركز الثالث عشر برصيد 1,878 صوت وخسر بالانتخابات.  
وترشح لانتخابات مجلس الأمة الكويتي 2023 في الدائرة الأولى، وحصل على المركز السادس برصيد 3,434 صوت وفاز بالانتخابات. 
وفي 17 يناير 2024 صدر مرسومٌ أميري بتشكيل الحكومة حيث عُين وزيراً للدولة لشؤون مجلس الأمة ووزيراً للدولة لشؤون الشباب ووزيراً للدولة لشؤون الإتصالات. 

## نشاطه التجاري
- رئيس مجلس إدارة سابق للجمعية الكويتية للمشروعات الصغيرة والمتوسطة.
- عضو مؤسس وعضو مجلس إدارة في اتحاد رواد الأعمال الخليجي.
- عضو مؤسس وعضو مجلس إدارة بالاتحاد الآسيوي لريادة الأعمال.
- عضو مجلس إدارة سابق بالصندوق الوطني لرعاية وتنمية المشروعات الصغيرة والمتوسطة.
- عضو مجلس إدارة سابق بالهيئة العامة للقوى العاملة.
- نائب رئيس مجلس إدارة ورئيس تنفيذي سابق لشركة شراع لإدارة المشاريع.
- رئيس لجنة تنظيم بيئة الأعمال وتوطيد العلاقات المؤسسية في الصندوق الوطني سابقًا.
- نائب رئيس لجنة العمالة الوطنية بالهيئة العامة للقوى العاملة سابقًا.
- نائب رئيس لجنة تقييم المشاريع بالصندوق الوطني لرعاية وتنمية المشروعات الصغيرة والمتوسطة سابقًا.
- عضو سابق بلجنة تطوير مشاريع الشباب بوزارة الشؤون الاجتماعية والعمل.